# Ренді Тревіс
Ренді Брюс Трейвік, сценічне ім'я Ренді Тревіс (англ. Randy Bruce Traywick; нар. 4 травня 1959, Маршвілл, Північна Кароліна, США) — американський кантрі-співак, автор пісень, автор-виконавець, гітарист та актор. У 1986 випустив свій дебютний студійний альбом «Storms of Life». Будучи активним із 1978, станом на 2018 випустив 21 студійні альбоми та продав понад 25 мільйонів копій своїх записів по всьому світі.

## Життєпис
Ренді Брюс Трейвік народився 4 травня 1959 у містечку Маршвілл штату Північна Кароліна.

## Особисте життя
29 жовтня 2010 розлучився із Ліб Хатчер після 19-річного шлюбу. 21 березня 2015 одружився із Мері Девіс.

## Дискографія
- Storms of Life (1986)
- Always & Forever (1987)
- Old 8×10 (1988)
- No Holdin' Back (1989)
- An Old Time Christmas (1989)
- Heroes & Friends (1990)
- High Lonesome (1991)
- Wind in the Wire (1993)
- This Is Me (1994)
- Full Circle (1996)
- You and You Alone (1998)
- A Man Ain't Made of Stone (1999)
- Inspirational Journey (2000)
- Rise and Shine (2002)
- Worship & Faith (2003)
- Passing Through (2004)
- Glory Train: Songs of Faith, Worship, and Praise (2005)
- Songs of the Season (2007)
- Around the Bend (2008)
- Influence Vol. 1: The Man I Am (2013)
- Influence Vol. 2: The Man I Am (2014)